# يوسف هارون
محمد يوسف عبد الله هارون (باللغة الأردية : یوسف ہارون) (1916–12 فبراير 2011) سياسي باكستاني شغل منصب الحاكم الخامس لباكستان الغربية ورئيس وزراء السند الثالث.
وهو الابن البكر للسير حاج عبد الله هارون الذي عمل بشكل وثيق مع محمد علي جناح كمساعده الشخصي وكان نشطًا في حركة باكستان. وكان يوسف هارون شاهداً على الدورة الخامسة والعشرين للرابطة الإسلامية لعموم الهند في الله أباد عام 1930.
توفي يوسف هارون في 12 فبراير 2011 عن عمر يناهز 95 عامًا في نيويورك، ولم يكن لديه أطفال.